# Adam Röder (Politiker, 1869)
Adam Röder (* 24. November 1869 in Randersacker; † 29. Juli 1935 ebenda) war ein deutscher Politiker (BVP).

## Leben und Wirken
Röder besuchte die Volksschule in Randersacker. Anschließend absolvierte er eine Lehre zum Steinmetz. Begleitend dazu besuchte er von 1884 bis 1887 die Baugewerkschule und arbeitete anschließend ein Jahr als Techniker. Von 1889 bis 1891 gehörte Röder als Infanterist dem Militär an. Danach arbeitete er zwei Jahre lang als Bautechniker, bevor er von 1893 bis 1899 als Bauführer am Stadtbauamt in Würzburg beschäftigt wurde. 1900 wurde Röder Stadtbaumeister in Bad Tölz. 1901 eröffnete er ein eigenes Steinmetzgeschäft. 1906 wurde er zum Bürgermeister von Randersacker gewählt. Parallel zu dieser Tätigkeit saß er von 1906 bis 1912 im Distriktrat von Würzburg. Außerdem amtierte er von 1920 bis 1922 als Bezirkstagsvorsitzender des Bezirkstags des Würzburger Landes.
Nach dem Ersten Weltkrieg trat Röder in die Bayerische Volkspartei (BVP) ein. Im April 1925 kam Röder im Nachrückverfahren als Ersatzmann für seinen verstorbenen Parteikollegen Liborius Gerstenberger in den Reichstag der dritten Legislaturperiode der Weimarer Republik, in dem er den Wahlkreis 26 (Franken) vertrat. Innerhalb der BVP warb Röder für den Jungkonservatismus und für die Erweiterung und Auflockerung eines im Traditionalismus erstarrenden bayerischen Konservatismus.